# Старосалтовский поселковый совет
Староса́лтовский либо Ста́ро-Са́лтовский поселко́вый сове́т — входил до 2020 года в состав Волчанского района Харьковской области Украины.
Административный центр поселкового совета находился в пгт Старый Салтов.

## История
- Между 1917 и 1923 годами — дата образования Старо-Салтовского сельского Совета депутатов трудящихся в составе Салтовской волости Волчанского уезда Харьковской губернии Украинской Советской Советской Социалистической Республики.
- После 7 марта 1923 - дата образования Старо-Салтовского района;[2] в райцентре находился райисполком (РИК).
- С 1923 года — в составе Харьковского округа, с февраля 1932 — Харьковской области УССР.
- 1938(?) - дата реорганизации из сельского в поселковый совет после получения Старым Салтовом статуса посёлок.
- В 1963 году ликвидирован Старосалтовский район.
- 23 июля 2015 - согласно закону "О добровольном объединении территориальных общин" в Волчанском районе Старосалтовский  поссовет и Гонтаровский, Молодовско́й, Хотомля́нский, Красноарме́йский и Шестако́вский сельсоветы своим решением от 23.07.2015 образовали Старосалтовскую поселковую территориальную общину с админцентром в Старом Салтове, включив в её состав сёла:
  - Березники (Волчанский район),
  - Гонтаровка,
  - Дедовка (Волчанский район),
  - Металловка,
  - Молодовая,
  - Москалёвка (Волчанский район),
  - Паськовка (Волчанский район),
  - Перковка (Волчанский район),
  - Петровское (Волчанский район),
  - Погорелое (Волчанский район),
  - Профинтерн (Волчанский район),
  - Радьково (Волчанский район),
  - Середовка (Волчанский район),
  - Томаховка (Волчанский район),
  - Фёдоровка (Волчанский район),
  - Хотомля,
  - Красноармейское Второе,
  - Шестаково (Волчанский район),
  - Широкое (Волчанский район).

Официальной датой создания данной территориальной общины считается 7 сентября 2015 года.
- 15 апреля 2016 года решением Харьковского областного совета вошедшие в данную общину пять сельсоветов были сняты с учёта; Старосалтовский поссовет Старосалтовской общины был поставлен на учёт[4]
- 17 июля 2020 года в рамках административно-территориальной «реформы» по новому делению Харьковской области[5][6] Волчанский район Харьковской области был ликвидирован; входящие в него населённые пункты и его территории присоединены в основном к Чугуевскому району.

## Населённые пункты совета
- пгт Ста́рый Са́лтов
- село Березники
- село Заре́чное
- село Мета́лловка (Нета́йловка)